# Wojny-Piecki
Wojny-Piecki – wieś w Polsce położona w województwie podlaskim, w powiecie wysokomazowieckim, w gminie Szepietowo.
W latach 1975–1998 miejscowość administracyjnie należała do województwa łomżyńskiego.
Wierni kościoła rzymskokatolickiego należą do parafii św. Anny w Dąbrówce Kościelnej.

## Historia
W roku 1203 wzmiankowane Wojnowo cum villis attinentiis jako osada należąca do kościoła w Zuzeli. Wsie pierwotnie zamieszkane przez Wojnów herbu Ślepowron obejmowały ziemię między Ciechanowcem a Wysokiem Mazowieckiem. Na wymienionym terenie powstały trzy parafie: Kuczyn – 1419, Wyszonki – 1464 i Dąbrówka – początek XVI w..
Książę mazowiecki Bolesław w roku 1435 nadaje Adamowi de Wojny 10 łanów chełmińskich nad Brokiem Małym, przy granicy Przeździeckiego.
W roku 1455 w aktach sądowych ziemi bielskiej wymienione są:
- Wojny-Króle
- Wojny-Bakałarze
- Wojny-Krupy
- Wojny-Piotrowce
- Wojny-Izdebnik
- Wojny-Dąbrówka, współcześnie Dąbrówka Kościelna
- Wojny-Piecki
- Wojny-Pogorzel
- Wojny-Wawrzyńce.

W roku 1827 miejscowość liczyła 14 domów i 87 mieszkańców. Pod koniec wieku XIX wieś drobnoszlachecka w powiecie mazowieckim, gmina Szepietowo, parafia Dąbrówka Kościelna.
W 1921 r. było tu 17 budynków z przeznaczeniem mieszkalnym i 6 innych zamieszkałych oraz 140 mieszkańców (64 mężczyzn i 76 kobiet). Wszyscy podali narodowość polską.

## Współcześnie
Współcześnie jest to wieś typowo rolnicza. Produkcja roślinna podporządkowana jest przede wszystkim hodowli krów i produkcji mleka.